# The Chase (Marit Larsen)
The Chase è il secondo album della cantante norvegese Marit Larsen, pubblicato il 13 ottobre 2008.
Il primo singolo estratto è If a Song Could Get Me You, il cui ascolto è stato reso disponibile a partire dall'11 agosto 2008, sul Myspace della cantante.

## Tracce
1. The Chase – 3:33
2. If a Song Could Get Me you – 3:30
3. This Is Me, This Is You – 4:07
4. Ten Steps – 3:31
5. Steal My Heart – 3:48
6. Is It Love – 4:51
7. Fuel – 2:07
8. Addicted – 3:43
9. I've Heard Your Love Songs – 3:38
10. Fences – 4:44